# Kohlberg Kravis Roberts
KKR & Co. L.P. (precedentemente conosciuta come Kohlberg Kravis Roberts & Co.) (NYSE: KKR) è un operatore internazionale di private equity, specializzato nel segmento di leveraged buyout, con sede a New York. Dalla sua fondazione la società ha completato oltre 400 miliardi di dollari in transazioni nel settore del private equity. La prima operazione nel 1977 con l'acquisizione di AJ Industries.
Dal luglio 2010 è quotato alla Borsa di New York.

## Storia
Mentre gestiva il dipartimento di finanza aziendale per Bear Stearns negli anni '60 e '70, Jerome Kohlberg jr., e successivamente Henry R. Kravis e George Roberts, completarono una serie di quelli che descrissero come investimenti "fatti per il rotto della cuffia".  Presero di mira le imprese a conduzione familiare, molte delle quali erano state fondate negli anni successivi alla seconda guerra mondiale, che stavano affrontando problemi di successione. Molte di queste aziende non avevano un'uscita praticabile per i loro fondatori perché erano troppo piccole per essere rese pubbliche e i fondatori erano riluttanti a vendere ai concorrenti. 

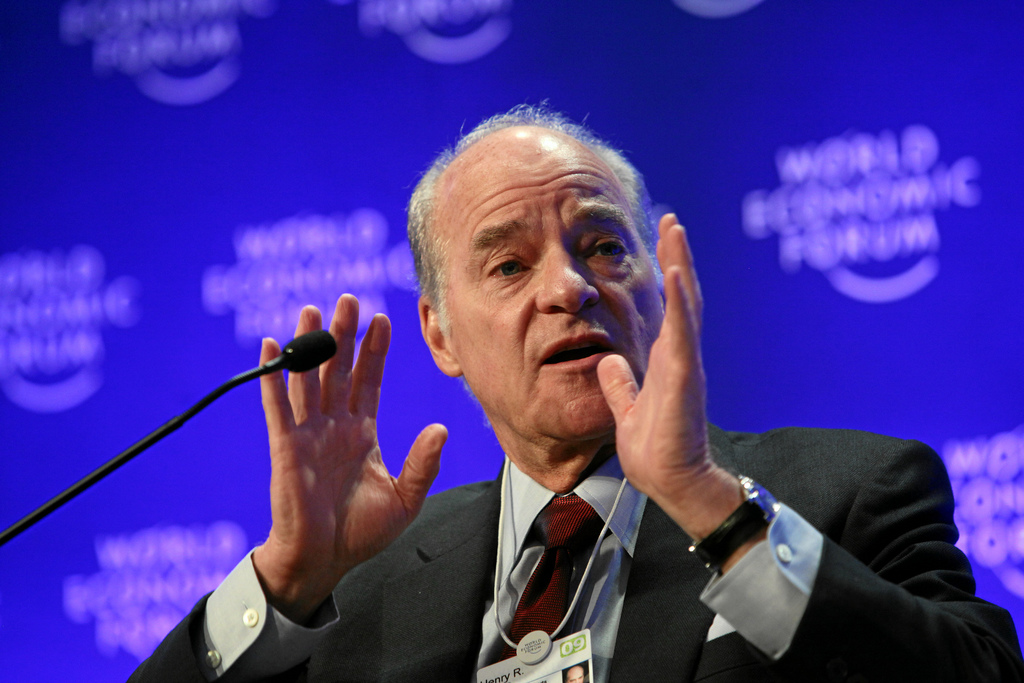
Henry Kravis parla al World Economic Forum nel 2009

I tre banchieri di Bear Stearns realizzarono una serie di acquisizioni tra cui Stern Metals (1965), Incom (una divisione di Rockwood International, 1971), Cobblers Industries (1971) e Boren Clay (1973). E poi Thompson Wire, Eagle Motors e Barrows attraverso il loro investimento in Stern Metals. Nonostante una serie di investimenti di grande successo, quello di 27 milioni di dollari in Cobblers finì in bancarotta.
Nel 1976, si erano accumulate tensioni tra Bear Stearns e Kohlberg, Kravis e Roberts, che portarono alla nascita di Kohlberg Kravis Roberts & Co.  In particolare, il dirigente di Bear Stearns Cy Lewis aveva rifiutato ripetute proposte per formare un fondo di investimento dedicato all'interno di Bear Stearns.
La nuova KKR completò la sua prima acquisizione con AJ Industries nel 1976. KKR raccolse il capitale da un piccolo gruppo di investitori tra cui la Hillman Company e la First Chicago Bank. Nel 1978, con la revisione dei regolamenti ERISA, il nascente KKR riuscì a raccogliere il suo primo fondo istituzionale con oltre 30 milioni di dollari di impegni degli investitori. Nel 1981, KKR ampliò la sua base di investitori dopo che il fondo pensione pubblico dell'Oregon State Treasury aveva investito nell'acquisizione da parte di KKR del rivenditore Fred Meyer, Inc. L'Oregon State rimase un investitore attivo nei fondi KKR.
Nel 1979 KKR completò una rischiosa acquisizione (380 milioni di dollari) da pubblico a privato con leva finanziaria di un grande conglomerato Houdaille Industries, noto produttore di macchine utensili, tubi industriali, paraurti cromati per auto ed ammortizzatori torsionali viscosi. Ben presto si concluse con un clamoroso fallimento, lo scioglimento dell'azienda vecchia di mezzo secolo e la perdita di migliaia di posti di lavoro, anche se i creditori guadagnarono.
Nel 1987 si dimette Jerome Kholberg jr: ha 61 anni e in seguito fonda la sua società di private equity, la Kohlberg & Co.

### RJR Nabisco e TXU Corporation
Tra le operazioni effettuate è anche compreso il leveraged buyout di RJR Nabisco, del 1989, ai tempi il più grande buyout nella storia. Inoltre nel 2007 la società è stata artefice dell'acquisizione della TXU, che è il più grande buyout compiuto. Nel febbraio 2019 KKR ha acquisito la società di media tedesca Tele München Gruppe. Sempre nello stesso mese, KKR ha rilevato il distributore cinematografico tedesco Universum Film GmbH. Nell'agosto 2019 ha acquisito Arnott's, la società di snack australiana della Campbell Soup Company, per 2,2 miliardi di dollari. Sempre nello stesso mese è diventato il maggiore azionista del gruppo media tedesco Axel Springer, pagando 3,2 miliardi di dollari per una quota del 43,54%.

### Offerta pubblica iniziale 2007
Nel 2007, KKR ha presentato alla Securities and Exchange Commission la richiesta di raccogliere 1,25 miliardi di dollari vendendo una partecipazione nella sua società di gestione. Il deposito è arrivato meno di due settimane dopo l'offerta pubblica iniziale della società di private equity rivale Blackstone Group. KKR aveva precedentemente quotato il suo veicolo KPE nel 2006, ma per la prima volta KKR avrebbe offerto agli investitori una partecipazione nella società di gestione stessa. L'inizio della stretta creditizia e la chiusura del mercato delle IPO hanno smorzato le prospettive di ottenere una valutazione attraente per KKR. La quotazione è stata più volte rinviata e annullata entro la fine di agosto. 
L'anno successivo, nel luglio 2008, KKR ha annunciato un nuovo piano per quotare le sue azioni. Il piano prevedeva che KKR completasse un'acquisizione inversa della sua affiliata quotata KKR Private Equity Investors in cambio di una partecipazione del 21% nell'azienda. Nel novembre 2008, KKR ha annunciato un rinvio di questa transazione fino al 2009. Le azioni di KPE erano diminuite significativamente nella seconda metà del 2008 con l'inizio della stretta creditizia. KKR ha annunciato che prevede di chiudere la transazione nel 2009.  Nell'ottobre 2009, KKR ha quotato le azioni di KKR & Co. alla borsa Euronext, sostituendo KPE, e ha anticipato una quotazione alla Borsa di New York nel 2010. L'ente pubblico rappresentava una partecipazione del 30% in Kohlberg Kravis Roberts.

### 2010-2019
Nel dicembre 2011, Samson Investment Company è stata acquisita da un gruppo di investitori di private equity guidati da KKR per circa 7,2 miliardi di dollari ed è stata costituita la Samson Resources Corporation. Con la grave flessione dei prezzi del petrolio e del gas naturale, nel settembre 2015, la società è entrata in bancarotta ai sensi del Chapter 11 e, durante il suo processo fallimentare, ha venduto diverse grandi attività. 
Nel 2012, KKR ha effettuato il suo primo investimento immobiliare al dettaglio a Yorktown Center in Illinois. 
Nel marzo 2013, KKR è uscita dalla sua joint venture nella società musicale BMG Rights Management, vendendo la sua quota del 51% a Bertelsmann. 
Nel gennaio 2014, KKR ha acquisito Sedgwick Claims Management Services Inc per 2,4 miliardi di dollari da due società di private equity: Stone Point e Hellman & Friedman. Nel giugno 2014, KKR ha annunciato l'acquisizione di una partecipazione di un terzo nell'azienda energetica spagnola Acciona Energy, al costo di 417 milioni di euro (567 milioni di dollari). L'attività internazionale di generazione di energia rinnovabile gestisce impianti rinnovabili, in gran parte parchi eolici, in 14 paesi tra cui Stati Uniti, Italia e Sudafrica.  Nell'agosto 2014, KKR ha annunciato che stava investendo 400 milioni di dollari per acquisire Fujian Sunner Development, il più grande allevatore di polli della Cina, che alleva, lavora e fornisce polli congelati e freschi a consumatori e clienti aziendali, come KFC e McDonald's, in tutta la Cina. Nel settembre 2014, l'azienda ha investito 90 milioni di dollari nella società di illuminazione ed elettricità Savant Systems. Sempre nel 2014, KKR ha acquisito la società di giardinaggio commerciale ValleyCrest dalla società di investimento MSD Capital di Michael Dell e l'ha unita con la società paesaggistica Brickman, di cui era proprietaria dal 2013, per formare BrightView.
Nel gennaio 2015, KKR ha confermato l'acquisto del sito web britannico di biglietti ferroviari thetrainline.com, precedentemente di proprietà di Exponent. La somma di acquisto non è stata divulgata. Il 12 ottobre 2015, KKR ha stipulato un accordo definitivo con Allianz Capital Partners per l'acquisizione della quota di maggioranza di Selecta Group, un operatore europeo di servizi di distribuzione automatica. 
Nel 2016, KKR ha acquistato due catene di alimentari spagnole, Northern California Mi Pueblo e Cardenas, con sede in Ontario, California. Nel febbraio 2016, KKR ha investito 75 milioni di dollari nel prestatore di immobili commerciali A10 Capital. Il 1º settembre 2016, KKR ha rilevato Epicor Software Corporation, una società di software americana. Nell'ottobre 2016, ha investito 250 milioni di dollari in OVH da utilizzare per un'ulteriore espansione internazionale. Questo round di finanziamento ha valutato OVH a oltre 1 miliardo di dollari. Nel dicembre 2016, il Gruppo Lonza ha annunciato che avrebbe acquisito Capsugel per 5,5 miliardi di dollari da Kohlberg Kravis Roberts. 
Nel febbraio 2017, KKR stava cercando di rilevare la società internazionale di ricerche di mercato ARI GfK SE. Nel luglio 2017, KKR ha acquisito WebMD Health Corp per 2,8 miliardi di dollari e, il mese successivo, ha acquisito PharMerica per 1,4 miliardi di dollari compreso il debito, Pepper Group per 518 milioni di dollari, Covenant Surgical Partners e l'ambulanza di Envision Healthcare Corporation (American Medical Response, Inc. (AMR)) per 2,4 miliardi di dollari. Il 6 luglio 2017, KKR ha unito unito il Mi Pueblo della California settentrionale e il Cardenas Market con sede in Ontario. Il 18 settembre 2017, Toys "R" Us, Inc. ha presentato istanza di fallimento ai sensi del Chapter 11, affermando che la mossa le avrebbe dato la flessibilità di gestire 5 miliardi di dollari di debito a lungo termine, prendere in prestito 2 miliardi di dollari in modo da essere in grado di pagare i fornitori per le imminenti festività natalizie e investire nel miglioramento delle operazioni correnti. 
Nel corso del 2017, KKR ha acquistato una partecipazione dell'80% in Dixon Hospitality Group per 190 milioni di dollari australiani nel 2017, che si è trasformata nella società Australian Venue Co. (AVC). AVC è un operatore focalizzato sul settore alimentare e delle bevande nel settore dell'ospitalità australiano con un portafoglio di 200+ sedi.
A metà luglio 2018, KKR ha acquistato RBMedia, uno dei più grandi editori e distributori indipendenti di audiolibri. Il 22 luglio 2018, ha rilevato LCY Chemical Corp., con sede a Taipei, in un accordo del valore di NT$ 47,8 miliardi ($ 1,56 miliardi USA), parte di un piano per ulteriori transazioni che coinvolgono il controllo delle partecipazioni nella regione della Grande Cina. Nel luglio 2018, è stato annunciato che KKR ha venduto il Gallagher Shopping Park, West Midlands nel Regno Unito, agli investitori sudcoreani Hana per 175 milioni di sterline. 
Nel febbraio 2019, KKR ha acquisito Brightsprings e in una lettera del maggio 2022 di quattro senatori degli Stati Uniti, Joe Bae e Scott Nutall, è stato chiesto di spiegare le cure scadenti dopo la loro acquisizione. KKR ha rilevato la società di media tedesca Tele München Gruppe. Più tardi quel mese, KKR ha comprato il distributore cinematografico tedesco Universum Film GmbH. Nell'aprile 2019, KKR ha acquisito la società di produzione cinematografica tedesca Wiedemann & Berg Film Production mentre il braccio televisivo, W&B Television, è rimasto un'entità separata. Due mesi dopo, nel luglio 2019, KKR ha acquisito la società di software canadese Corel. Nell'agosto 2019, KKR ha rilevato Arnott's, l'unità australiana di snack di Campbell Soup Company, per 2,2 miliardi di dollari. Più tardi quel mese, KKR è diventato il maggiore azionista del gruppo mediatico tedesco Axel Springer, pagando 3,2 miliardi di dollari per una quota del 43,54%. Nell'agosto 2019, KKR ha anche acquisito una partecipazione di maggioranza nel fornitore di servizi di pagamento tedesco Heidelpay da AnaCap Financial Partners per oltre 600 milioni di euro. 
Nel dicembre 2019, KKR, insieme ad Alberta Investment Management Corporation, ha acquisito una partecipazione del 65% nel controverso progetto del gasdotto costiero GasLink da TC Energy. Il tracciato del gasdotto attraversa il territorio della nazione Wet'suwet'en, che si oppone al progetto. L'applicazione di un'ingiunzione di costruire attraverso il territorio Wet'suwet'en ha scatenato proteste diffuse in tutto il Canada. 

## Investimenti
- Academy Sports + Outdoors
- Alliance Boots
- Aricent Group
- Avago
- Biomet
- ByteDance
- Bharti Enterprises
- Capsugel
- CICC
- Café Coffee Day
- Marelli Holdings
- Colonial Pipeline
- Del Monte Foods
- Dollar General
- Eastman Kodak
- El Paso Corp.
- Energy Future Holdings
- Enilive spa
- First Data
- Hospital Corporation of America
- KION Group
- Laureate Education
- Legg Mason
- Legrand
- Magma Fincorp
- Maxeda
- Nielsen Holdings
- Northgate Information Solutions
- NXP Semiconductors
- Oriental Brewery
- PortAventura (49.9%)
- Pets at Home
- ProSiebenSat.1 Media
- Qui! Group Spa[19]
- Sealy Corporation
- Seven West Media
- SunGard
- TDC A/S
- TIM (azienda)[20]
- US Foods
- Visma
- Wild
- Yageo
- Zhone Technologies